# Costo generalizzato
Il costo generalizzato, nell'economia dei trasporti, è la somma dei costi monetari e non monetari percepiti dall'utente per effettuare un certo spostamento.
I costi monetari includono ad esempio le tariffe per il trasporto pubblico o, per chi usa il veicolo privato, il costo del carburante, della sosta, del pedaggio urbano o del pedaggio autostradale.
I costi non monetari sono essenzialmente quelli legati a discomfort e costi-opportunità, supposti proporzionali al tempo speso nello spostamento. Per monetizzarli si fa uso di un parametro trasportistico detto "valore del tempo", che essendo una variabile soggettiva viene in genere relazionata a variabili socioeconomiche statistiche (reddito, età, sesso, occupazione) della persona ed a variabili squisitamente trasportistiche, come lo scopo del viaggio.
Nella teoria generale della domanda e dell'offerta, in caso di mercato di beni perfettamente concorrenziale, in luogo del costo generalizzato troveremmo il prezzo: essendo tuttavia quello dei trasporti un mercato di servizi, ed in generale non concorrenziale, il semplice prezzo non è in questo caso una variabile sufficientemente esaustiva per descrivere il costo percepito, considerando addirittura che nella maggior parte dei casi il servizio di trasporto viene fruito senza il pagamento di alcun prezzo esplicito.